# Sanja Damjanović
Sanja Damjanović (* 5. Juni 1972 in Nikšić) ist eine Physikerin aus Montenegro und war von 2016 bis 2020 die Wissenschaftsministerin des Landes in der Regierung Marković.

## Biografie
Sanja Damjanović ging bis 1991 zum Gymnasium und studierte bis 1995 Physik an der Universität Belgrad. Ihr weiterführendes Masterstudium betraf sich auf Theoretische Teilchenphysik und Gravitation.
1997 und 1998 war sie Assistent an der Universität Montenegro (UCG). Ab 1999 ging sie für ihre Doktorarbeit unter der Betreuung von Hans Joachim Specht (früherer wissenschaftlicher Geschäftsführer der Gesellschaft für Schwerionenforschung) an die Ruprecht-Karls-Universität in Heidelberg. Ihr Thema war Elektronen-Paar Produktion bei 40 A GeV/c Pb-Au Kollisionen und eng mit dem Čerenkov Ring Electron Spectrometer (CERES/NA45-2) Experiment am Teilchenbeschleuniger Super Proton Synchrotron (SPS) am CERN verbunden. Sie promovierte 2002 mit Magna cum laude.
Als Postdoc blieb sie im Rahmen einer Kooperationsvereinbarung zwischen RKU und der GSI am CERN, wo sie ab 2003 für das NA60 Experiment („prompt dimuon and charm production with proton and heavy ion beams“), ebenfalls am SPS, forschte. Ab 2006 mit einem CERN Fellowship, ab 2009 als Scientific Associate in wechselnden Programmen zu Bereichen der Grundlagenforschung, in der Experimentalphysik hochenergetischer Kernkollisionen und in der angewandten Forschung zu Untersuchungen in Strahlungsfeldern, die durch hochenergetische Teilchenstrahlen entstehen.
2007 spielte Damjanović eine führende Rolle bei der Initiierung des Kooperationsvertrages zwischen Montenegro and CERN.
Ab 2014 fest an der Gesellschaft für Schwerionenforschung in Darmstadt (Abt. Strahldiagnose in der Beschleunigerabteilung) beschäftigt, ging sie 2015 als Abordnung an den CERN zurück. Sanja Damjanović kann über 100 wissenschaftliche Publikationen aufweisen.
Damjanović wurde im Herbst 2016 als Wissenschaftsministerin für die Demokratische Partei der Sozialisten (DPS) in die montenegrinische Regierung berufen. Einer Initiative von Montenegro folgend arbeitete sie seit März des Jahres 2017 auf politischer Ebene für die Schaffung eines Südosteuropäischen Internationalen Instituts für nachhaltige Technologien (SEEIIST). Kern des SEEIIST-Projekts ist die Schaffung einer hochmodernen „Einrichtung für Tumortherapie und biomedizinische Forschung mit Protonen und schwereren Ionen“. Das Projekt ist in die Designstudienphase eingetreten. Von 2018 bis 2021 war Damjanović Vorsitzende des Zwischenstaatlichen Lenkungsausschusses des SEEIIST-Projekts. und sitzt derzeit im Vorstand von SEEIIST.

## Referenzen / Einzelnachweise
1. ↑  Sanja Damjanovic; Volker Metag; Jürgen Schukraft; Hans Joachim Specht (Hrsg.): Hans Joachim Specht – Scientist and Visionary (= Springer Biographies). Springer, 2025, ISSN 2365-0613, doi:10.1007/978-3-031-92353-1 (Open-access book).
2. ↑  GSI-Wissenschaftlerin ist Wissenschaftsministerin von Montenegro (Memento vom 7. Februar 2017 im Internet Archive), Webseite der GSI, 6. Februar 2017, abgerufen am 12. Februar 2017
3. ↑  Dr Sanja Damjanović - Minister of Science (Memento vom 7. Februar 2017 im Internet Archive), Webseite der montenegrinischen Regierung (in Englisch); abgerufen am 7. Februar 2017
4. ↑  South East European International Institute for Sustainable Technologies (SEEIIST), Webseite; abgerufen am 13. September 2020
5. ↑  Sanja Damjanović. Minister of Science, Montenegro, auf den Webseiten von eit.europa.eu; abgerufen am 13. September 2020

| Personendaten    | Personendaten               |
| ---------------- | --------------------------- |
| NAME             | Damjanović, Sanja           |
| KURZBESCHREIBUNG | montenegrinische Physikerin |
| GEBURTSDATUM     | 5. Juni 1972                |
| GEBURTSORT       | Nikšić                      |